# 바람꽃 (드라마)
《바람꽃》은 2005년 1월 31일부터 2005년 8월 27일까지 방영된 한국방송공사 TV소설이다.

## 줄거리
1950년 전쟁이라는 거친 바람에 휘말려 서로 다른 삶을 살아가게 되는 두 자매의 인생역정을 다룬 드라마로, 마치 한 송이의 바람꽃처럼 고난 속에서 피어나 혹독한 세파의 바람 속에서 이리저리 나부껴야 했던 두 자매의 사랑과 이별, 복수 그리고 용서와 화해를 다뤘다.

## 등장 인물

### 주요 인물
- 홍은희 : 김영실 / 신순님(23세) 역 - 전쟁고아, 최재규의 양녀, 신대출의 잃어버린 장녀
- 김성은 : 신정님(20세) 역 - 신대출의 둘째 딸, 대졸
- 임호 : 최형주(26세) 역 - 최재규의 장남, 대학 중퇴, 영실의 첫사랑
- 이형철 : 김인표(24세) 역 - 김영실의 고아원 오빠이자 키다리 아저씨

### 신대출 家와 그 이웃들
- 임채무 : 신대출(53세) 역 - 전직 6.25 참전 육군특무상사 출신, 중졸
- 박순천 : 이옥분(46세) 역 - 신대출의 처, 국밥집 종업원
- 문천식 : 신문수(26세) 역 - 신대출의 외동아들, 고시생
- 안석환 : 장억근(45세) 역 - 신대출이 세 들어 사는 집주인
- 권은아 : 송방자(43세) 역 - 장억근의 처, 국밥집과 다가구의 실질적인 주인
- 이달형 : 장만근(35세) 역 - 억근의 동생, 약장수
- 조은숙 : 조순금(30세) 역 - 전직 미군클럽 마담, 장만근의 연인

### 최재규 家 (닭표 국수공장)
- 연규진 : 최재규(56세) 역 - 닭표 국수공장의 사장, 권력욕 큰 냉혈인
- 김민정 : 오미혜(53세) 역 - 최재규의 처, 대졸, 안하무인격의 인물
- 김재인 : 최은경(20세) 역 - 최재규의 막내딸, 정님의 고교 동창

### 윤명희 家 (개성제분공장)
- 김석옥 : 윤명희(54세) 역 - 개성제분공장의 여사장
- 정재곤 : 안진우(30세) 역 - 윤명희의 외아들, 김영실의 남편
- 이배국 : 홍철호(35세) 역 - 윤명희의 조카 사위, 잘 나가던 제비
- 이현실 : 윤정숙(34세) 역 - 윤명희의 조카

### 특별출연
- 손유경 : 카메오 역
- 민지영 : 카메오 역
- 송일국 : 윤태주 역[1] - 윤명희의 오빠이자 대지주의 아들

## 시청률
- TNS미디어코리아에 따르면 첫 회 시청률은 18.9%이며[2] 마지막회 시청률은 21.5%이다.[3]
- 2005년 4월에 시청률 20%를 돌파하여[4] 꾸준히 10%대 후반에서 20%대 초반의 안정적인 시청률을 기록하였다.